# Alexandria, Virginia
Alexandria, conform originalului din engleză City of Alexandria, este unul din cele 39 de orașe independente din statul  Virginia,  Statele Unite ale Americii. Orașul este amplasat pe malul vestic al râului Potomac la circa 10 km de capitala federală a Uniunii, Washington D.C..

## Istoric
Alexandria a luat ființă în anul 1695. După izvoarele istorice aici a existat o așezare numită Belhaven. Între anii 1790 - 1846 Alexandria a aparținut de districtul Columbia (Washington, D.C.)

## Demografie
| Anul          | Număr locuitori¹ |
| ------------- | ---------------- |
| 1980          | 103.217          |
| 1990          | 111.182          |
| 2000          | 128.283          |
| Estimare 2005 | 135.337          |

¹ 1980 - 2000 : Recensământul din; 2005 : Date de la US Census Bureau

## Personalități marcante
- Diedrich Bader (n. 1966), actor
- Ann Brashares, autoare
- Neko Case, cântăreață
- Stewart Copeland, baterist
- Montgomery Dent Corse, General al Confederației
- Belle da Costa Greene (1883 - 1950), prima directoare a Pierpont Morgan Library
- Samuel Trask Dana, cercetător
- Donna Dixon, actriță
- George Fawcett, actor
- Audrey Hollander, actriță porno
- Angus King, politician, guvernator în Maine
- Earl Lloyd, baschetbalist
- Dermot Mulroney, actor
- James Pearce, politician, senator din Maryland
- Frederick Perry Stanton, politician, guvernator teritorial în Kansas
- Jeremy Saulnier (n. 1976), regizor, scenarist;
- Taliana Vargas (n. 1987), fotomodel